# Ophiomitrella araucana
Ophiomitrella araucana är en ormstjärneart som beskrevs av Castillo 1968. Ophiomitrella araucana ingår i släktet Ophiomitrella och familjen knotterormstjärnor. Inga underarter finns listade i Catalogue of Life.